# When I'm Gone (Eminem)
When I'm Gone (reso graficamente WHƎN I'M GONE) è un singolo di Eminem, pubblicato il 19 novembre 2005 come primo estratto dalla seconda raccolta Curtain Call: The Hits.

## Descrizione
È stata pubblicata come singolo negli Stati Uniti, il 6 dicembre 2005, e in Australia nel gennaio del 2006.
Il brano è un lungo dialogo con la figlia Hailie, alla quale Eminem si rivolge direttamente. Come detto da lui stesso successivamente, viene scritto in un periodo nel quale voleva suicidarsi celebre è il ritornello:
" And when I'm gone just carry on don't mourn,
Rejoice every time you hear the sound of my voice, just know that,
I'm lookin' down on you smilin'
And I didn't feel a thing so baby, don't feel no pain, just smile back"
' E quando me ne sarò andato, semplicemente vai avanti, non addolorarti
risollevati ogni volta che senti il suono della mia voce e sappi solo
che io sto vegliando su di te e sto sorridendo
e non ho sentito nulla, quindi bambina non soffrire, sorridi e basta .'
La canzone parla delle conseguenze del successo di Eminem sulla sua relazione con l'ex moglie Kim. Nella prima parte Eminem descrive il difficile rapporto con la sua famiglia. Nel verso in cui dice "But what happens when karma, turns right around and bites you?
"(= ma cosa succede quando il destino, cambia il suo corso e ti morde?) si riferisce alla costante instabilità che ha caratterizzato la sua vita sentimentale e la sua carriera. Dice di non trovarsi mai a fianco della figlia Hailie Jade. Nella parte 2 inizia il suo sogno: è molto particolare ciò che sottolinea nel suo discorso con la figlia alternando i toni angosciati della figlia ai suoi più pacati. Poco dopo cita con la frase "These fuckin' walls must be talking, cuz man I can hear 'em!" (questi cazzo di muri stanno parlando, perché, amico, li sento!) un film di Terry Gilliam, Paura e delirio a Las Vegas. Nell'ultima fase di questa parte, Eminem vede la sua casa trasformarsi in un palco e vede se stesso cantare. Dopo la fine della canzone Eminem scorge tra la folla in un concerto in Svezia sua figlia, che gli chiede di tornare. Particolare il riferimento al tentato suicidio della moglie Kim, che aveva tentato di tagliarsi le vene: "Daddy it's me, help Mommy, her wrists are bleeding"(Papà, sono io! aiuta la mamma, i suoi polsi stanno sanguinando!")
Poi, non vedendo reazioni dal padre, Hailie se ne va e Eminem torna dietro le quinte dove vede uno specchio con le figlie e la moglie, poi sostituite da lui che, a quel punto, tira un pugno verso il suo alter ego famoso urlando "Muori, Shady!". A quel punto si sveglia e capisce che era solo un sogno. Si ritrova all'aperto in una mattina di primavera, vede Hailie che gioca sull'altalena con la madre, e lui bacia Kim salutandola ancora una volta.
Inoltre sono ancora accennate le difficoltà di Marshall a mettere d'accordo la propria fama e il suo oscuro alter ego, Slim Shady ("Quando sarò andato via, procedi per la tua strada e non piangere"). "When I'm Gone" pone l'accento sul dilemma su dove finisca la vita di Marshall e su dove inizi quella di Shady, su chi sia l’alter ego dominante e su come appaia nell'immagine di Eminem, al contempo artista di successo e padre di famiglia.

## Video musicale
Il video musicale, diretto da Anthony Mandler, riprende scene in attinenza con il testo della canzone. Vi appaiono Tarick Salmaci (dal programma televisivo The Contender), Hailie Jade, la figlia di Eminem, sua moglie e Whitney Scott, nata dalla relazione tra Kim Mathers e un altro suo ex compagno dopo il primo divorzio da Eminem.
Il video ha ottenuto un grande successo, risultando tra i video pubblicati su YouTube, di Eminem, con più di 980 milioni di visualizzazioni.
Il video ha ottenuto la Vevo Certified.

## Tracce
1. When I'm Gone (Album Version) (Explicit)
2. Business (Album Version) (Explicit)
3. When I'm Gone (Instrumental)
4. When I'm Gone (Trl Final Version) (Video)